# 高樹澪
高樹 澪（たかき みお、1959年12月31日 - ）は、日本の女優、歌手。

## 来歴・人物
- 父親はサラリーマンで福岡県飯塚市で生まれた後[1]、2歳のとき北海道札幌市に引っ越し[1]、1年で神奈川県横浜市に移り[1]、その後は横浜で育つ[1][3]。小学校は横浜市内で4度、中学も3度転校した[1]。
- 小学生時代は、劇団いろは所属の子役をしていた[4]。
- 中延学園高等学校（現:朋優学院高等学校）卒業後[5][6]、第一勧業銀行（現:みずほ銀行）でOLをしていたが[7]、「これは私のしたい仕事ではない」と感じ1年1ヶ月で同銀行を1981年退社し[1][8]芸能マネージャーを目指す。しかし、面接員に気に入られて同年映画『モーニング・ムーンは粗雑に』のオーディションを受け合格して女優の道に進む[1]。
- サザンオールスターズが音楽を担当した『モーニング・ムーンは粗雑に』（1981年）でデビュー。挿入歌「恋の女のストーリー」を歌唱した他、同映画の役名「ミオ」を芸名にする[8]。本人はミオという名前の響きを気に入っており、その旨を伝えられた所属事務所社長もその希望に沿いたいとこの映画の脚本の小林竜雄に相談、漢字は澪標の澪がいいとして「芸能界の道しるべになって欲しい」という意味があるという。また「高樹」は澪の名に付けるのにふさわしいということで浮かんで来たということで、「高木」では平凡ということで高樹にした[9]。同年、映画『無力の王』でも主演を務める。
- デビュー翌年、3rdシングル「ダンスはうまく踊れない」（売上31.3万枚）がアルバム『ナーダ』（売上40万枚以上）と共に大ヒット[10]。
- 当初はロングヘアであり気に入っていたが、『スチュワーデス物語』では役作りのため、髪をショートヘアにした。
- 1990年12月28日、1988年に上演されたミュージカル「ダンスはうまく踊れない」で共演した6歳年下のミュージシャン、田中博信[11]と結婚。1999年12月28日、10年目の結婚記念日に離婚[12]。
- 1996年から1997年に放送された『ウルトラマンティガ』ではウルトラシリーズ初の女性隊長、イルマ・メグミ役を演じた。続編の『ウルトラマンダイナ』でもイルマ・メグミ（役柄上は参謀に昇格）としてゲスト出演している。
- 2003年に片側顔面痙攣を患い、治療のため芸能活動を休止する[13]。事務所の社長にも電話で辞めると伝えただけで、音信不通になる[10]。当時出演した映画『チルソクの夏』では、その病気に冒されている様子が克明に映し出されており、回想シーンでぼかされてはいるが、片側の顔の痙攣がハッキリ確認できる。この病気については、復帰直後に出演したテレビ朝日系列『みんなの家庭の医学』で本人が番組に出演するとともに紹介された。
- 発病後はアルバイトで清掃の仕事などをしながら実家にて静養していた。アルバイト先の会社では「あなたはここに居ていい人ではない」などと先輩から復帰を後押しするような声もあったといい[14]、治療法が頭蓋骨を開く危険な手術を伴うということもあり躊躇していたが、実家に送られてくる事務所やファンからの励ましの手紙や、休業中の間も、自分を在籍扱いにしてくれた事務所の対応などに心打たれ、手術を受けることを決意した。手術は無事に成功し、その後リハビリ期間を経て回復に向かった[10]。
- 2009年12月29日放送の『魔女たちの22時』（日本テレビ）にて、6年ぶりにテレビ出演した（復帰第一作は『とっぴもナイト』だが、オンエアは2010年1月9日）。その後完全復帰。
- 2013年12月8日放送の『駆け込みドクター!運命を変える健康診断』（TBSテレビ）で、同年11月11日に同い年のIT企業役員と再婚していたことを告白した[15]。
- 2016年、日本橋三井ホールで上演される舞台『桂由美物語』の中で、実際に「シビルウェディング」（市民結婚式）を挙げるカップルの1組に選ばれた[16]。
- 2019年12月1日、33年ぶりのオリジナル・アルバム「明日への約束」を発売[17][18]。

## 出演

### テレビドラマ
- 女たちの海峡（1981年11月 - 1982年4月、CX）
- ひまわりの歌（1981年11月 - 1982年5月、TBS）
- 金曜ミステリー劇場『過去のない女たち』（1982年7月～8月、TBS、全5話）
- 御宿かわせみ（真野響子版）第2シリーズ 第11話「迎春忍川」（1983年1月、NHK） - お比奈
- マザコン刑事の事件簿（1983年3月3日、CX）
- 外科医 城戸修平（1983年5月 - 8月、TBS）
- 赤い足音（1983年6月～7月、TBS、全6話）
- スチュワーデス物語（1983年10月 - 1984年3月、TBS） - 石田信子 役
- 特捜最前線（ANB・東映）
  - 第364話「誘拐・天使の身代金!」（1984年）
  - 第443話「退職刑事失踪の謎! 瀬戸内に架けた愛!!」（1985年） - 杉山（旧姓:堂本）かな子
- (秘) タクシードライバー(1)（1984年、TBS）
- 赤い鳩が死んだ（1984年8月7日、NTV）
- 松本清張スペシャル・黒い福音（1984年11月26日、TBS、単発）
- 刑事物語'85（1985年4月 - 9月、NTV）
- 遊びじゃないのよ、この恋は（1986年2月 - 6月、TBS） - 祐藤清子 役
- 南青山物語（1986年、CX）
- 愛と欲望の装飾（1986年、NTV）
- 銭形平次 第31話「死神のあまい香り」（1987年、NTV・ユニオン映画） - お甲
- 名探偵・金田一耕助シリーズ 香水心中（1987年5月、TBS）
- 手枕さげて（1987年、YTV）
- ザ・ブス－人呼んで幻の背中美人（1987年、TBS）
- 独眼竜政宗ひょうきん連続殺人（1987年、ANB）
- 殺人者志願（1987年、YTV）
- ベイシティ刑事 第10話「湘南大捜査線! 危険な女」（1987年、ANB・東映） - 彩
- 武田信玄なるほど連続殺人事件（1988年、ANB）
- 花婿は殺人者（1988年、NTV）
- 火曜サスペンス劇場「王女の涙」（1988年10月、NTV・東宝）
- あなたが欲しい（1989年、CX）
- 女たちは一度勝負する（1989年、NTV）
- 星の砂（1989年5月 - 6月、MBS）
- 絶望という道連れ（1989年、CX）
- 保証人（1989年11月、TX・主演）
- 勝手にしやがれヘイ!ブラザー 第1話（1989年、NTV・セントラル・アーツ）
- HOTEL（TBS） - 市川町子 役
  - 第1シリーズ（1990年1月 - 3月）
  - スペシャル'90秋　姉さん事件です!（1990年）
  - スペシャル'91春　お姉さんピンチです（1991年）
  - スペシャル'91秋（1991年）
  - 第2シリーズ（1992年1月 - 3月）
  - スペシャル'92秋（1992年）
- トップスチュワーデス物語（1990年4月 - 6月、TBS）
- カラオケスナック「あんこ椿」事件簿（1990年、CX）
- 世にも奇妙な物語「死体くさい」（1990年、CX） - 今村美子
- 故人の名刺（1990年、KTV）
- 顔斬り（1990年、NTV）
- なんでも屋探偵帳 はりつけ島連続殺人 （1990年、ANB） - 大神早苗
- 代表取締役刑事 第2話（1990年、ANB・石原プロ）
- 灰の降るイブ（1990年、KTV）
- ルージュの伝言「最後の春休み」（1991年5月1日、TBS） - 化学教師
- ヒデとロザンナ物語　愛の奇跡（1991年、TBS）
- 踊る太平記連続殺人（1991年、ANB）
- 魔性のOL（1991年12月2日、TX）
- パパは殺人犯!?伊勢長島温泉殺人逃避行!（1992年、TX）
- 愛しの刑事（1992年10月 - 1993年3月、ANB・石原プロ） - 桜井弓子刑事
- 金曜エンタテイメント 山村美紗サスペンス 京都ミス映画村殺人事件（1993年、CX） - 沖美帆
- この世の果て（1994年、CX） - 高村百合子
- いのちの現場からII（1994年、MBS）
- 白の条件（1994年4月 - 5月、KTV）
- 恋文（1994年、NTV）
- 新宿狂想曲（1994年、NHK-BS2）
- ハイこちら駐在です! -花田英次郎事件日誌-（CX）
- あした家族になあれ（1995年、TBS）
- 人狩り 就職戦線殺人事件（1995年、ANB）
- 湯の町旅情殺人事件（1996年、ANB）
- 外科医・織部英介(1)（1996年、TBS）
- 木曜の怪談 MMR未確認飛行物体（1996年、CX）
- 仮想空間Σ～インタラクティブゲーム 戦国勇将伝 全国制覇（1996年、NHK-BS2）
- ウルトラマンティガ（1996年、MBS） - イルマ、ユザレ（50話）
- 外科医・織部英介II（1996年、TBS）
- ウルトラマンダイナ（1997年、MBS） - イルマ・メグミ参謀
- サービス（1998年、NTV） - 相原久美
- 土曜ワイド劇場 （ANB系）
  - 「温泉若おかみの殺人推理4」（1996年） - 一ノ瀬真弓
  - 「同居人カップルの殺人推理旅行5」（1998年） - 中山友美
  - 「車椅子の弁護士・水島威6」（1999年） - 外科医　町田博子
- エジプト女王の棺（1999年3月22日、TBS）
- 月曜ドラマスペシャル
  - 「松本清張サスペンス 黒い画集・証言」（1992年10月19日、TBS） - 杉田千春
  - 「山村美紗古代ロマンミステリー 名探偵キャサリン・シリーズ7 エジプト女王の棺」（1999年3月22日、TBS） - 美術教師・堀川澄江
- ハッピィサルベージ（2000年、ANB）
- 月曜ミステリー劇場「アドベンチャー探偵の事件簿2 米沢牛しゃぶしゃぶ食べ放題殺人事件」（2002年5月20日、TBS） - 山梨県警捜査一課警部 中原祥子
- なんでも屋大蔵の事件簿(1)（2002年7月、BSジャパン）
- うきは〜少年たちの夏〜（2002年11月、NHK）
- 坊さん弁護士・郷田夢栄1（2003年） ‐ 田代多佳子
- 月曜ミステリー劇場 十津川警部シリーズ28　陸中海岸殺意の旅（2003年3月24日、TBS） - 室井さつき
- 金曜エンタテイメント「音の犯罪捜査官・響奈津子6 断絶」（2003年5月、CX） - 五十木亮子
- ダウンタウンのガキの使いやあらへんで!! 絶対に笑ってはいけない空港24時『キャビンアテンダント物語』（2011年12月31日、NTV） - 新人CA
- 幸せの時間（2012年、東海テレビ） - 三浦みどり
- 月曜ゴールデン「警視庁鑑識課〜南原幹司の鑑定〜3」（2013年8月19日、TBS） - 山名幸子
- ビブリア古書堂の事件手帖 第10話（2013年3月18日、CX） - 来城慶子

### 情報・バラエティ番組
- 11PM（日本テレビ） - アシスタント
- YOU（1982年4月 - 1983年3月、NHK教育）
- 東京探検（テレビ東京） - キャスター
- クイズダービー（1986年6月14日、1987年5月16日、TBSテレビ）
- 夜のミュージックストレンジャー（1990年、TVK他）
- プレステージ（1990年、テレビ朝日）
- ディープ・キッチュ（1992年、関西テレビ）
- 志村けんのだいじょうぶだぁ（フジテレビ）
- 加トちゃんケンちゃんごきげんテレビ（TBSテレビ）
- 爆報! THE フライデー（2012年2月24日、TBSテレビ）
- たけしの健康エンターテインメント!みんなの家庭の医学（2012年7月3日、テレビ朝日）
- 開運!なんでも鑑定団（2012年10月16日、テレビ東京）
- 駆け込みドクター!運命を変える健康診断（2013年12月8日、TBSテレビ）
- 直撃!シンソウ坂上（2020年6月4日、フジテレビ）
- じっくり聞いタロウ〜スター近況（秘）報告〜（2020年7月23日、テレビ東京）

### CM
- 資生堂
  - セレイド
  - ティアラ
- シャープ（1982年、マイビデオシリーズ・VC200、VC280）

### 映画
- モーニング・ムーンは粗雑に（1981年、アミューズシネマ）
- 無力の王（1981年） - 蓮見榛子
- 凶弾（1982年）
- 卍/ベルリン・アフェア（1986年）
- ウルトラシリーズ
  - ウルトラQ ザ・ムービー 星の伝説（1990年） - 星野真弓 / ワダツジン
  - ウルトラマンティガ&ウルトラマンダイナ 光の星の戦士たち（1998年） - イルマ・メグミ参謀
  - ウルトラマンティガ THE FINAL ODYSSEY（2000年） - イルマ・メグミ隊長、ユザレ
  - ウルトラマンコスモス2 THE BLUE PLANET （2002年） - アカギ審議官
  - ウルトラマンコスモスVSウルトラマンジャスティス THE FINAL BATTLE（2003年） - アカギ審議官
- 花の季節（1990年）
- 本気!（1991年）
- 超高層ハンディング（1991年）
- 蕾のルチア（1992年、にっかつ）
- ドライビング・ハイ！（1993年、セガ・エンタープライゼス） - 遠山啓子
- 私、なんでもします!（1993年、エクセス）
- エコエコアザラクWIZARD OF DARKNESS（1995年） - 白井響子
- しずかなあやしい午後に（1997年）
- 博多ムービー ちんちろまい（2000年）
- チルソクの夏（2004年）
- 誘惑は嵐の夜に（2016年）
- 宮古島物語ふたたヴィラ（2023年）[19]
- ぬくもりの内側（2023年 厚生労働省推薦 イオンエンターテイメント）
- 温泉シャーク（2024年）[20]

### イメージビデオ
- 小悪魔
- 女ですから見てください
- 伝説の香り
- アイドルムービー7 高樹澪
※ザ・ダイソーで販売されているビデオCD。内容は『伝説の香り』と同じ。
- 伝説の美少女　高木澪
※NC・JAPANからリリースされたDVD。内容は『伝説の香り』と同じだが、エンドロールがカットされている。パッケージとディスクには「高木澪」と誤表記されている（メニュー画面では「高樹澪」と表記）。

### Vシネマ
- ザ・ギニーピッグ2 ノートルダムのアンドロイド（1988年）
- 女ランボー（1990年）
- 「堕落」 ある人妻の追跡報告（1992年）
- 雀鬼 / 裏麻雀勝負！20年間無敗の男（1992年）
- キスがいっぱい（1993年）
- 企業戦士YAMAZAKI（1995年）
- 道中師 怨み掏ります 恋も掏ります（1995年） - お新
- おとこ喰い（1996年）
- 縁切り闇稼業2 恐怖!毒殺保険金詐欺（1999年） - 綾子
- ウルトラマンダイナスペシャル（2000年） - イルマ・メグミ参謀
- ウルトラマンティガ外伝 古代に蘇る巨人（2001年） - イザレの巫女
- 修羅の荒野Ⅶ 外道との抗争（2010年）

### その他
- 資生堂のCM vol.2 1978-1999（2009年）

※1982年に出演した「ティアラ」を収録。

### 舞台
- ダンスはうまく踊れない（1988年12月2日 - 12月17日、東京グローブ座） - 主演
- 袖屏風（1989年） - 主演
※原作：泉鏡花、演出：辻村ジュサブロー
- スサノオ（1994年） - 月読命
- ヤマナカミュージカル 母をたずねて三千里（1998年） - お母さん
- ベロニカは死ぬことにした（2012年） - 友情出演。ベロニカの母

## ディスコグラフィ

### シングル
| ＃                   | 発売日               | 面                   | タイトル                    | 作詞                 | 作曲                 | 編曲                 | 規格                 | 規格品番             |
| キャニオン・レコード | キャニオン・レコード | キャニオン・レコード | キャニオン・レコード        | キャニオン・レコード | キャニオン・レコード | キャニオン・レコード | キャニオン・レコード | キャニオン・レコード |
| -------------------- | -------------------- | -------------------- | --------------------------- | -------------------- | -------------------- | -------------------- | -------------------- | -------------------- |
| 1st                  | 1981年8月5日         | A                    | 恋の女のストーリー          | 桑田佳祐             | 桑田佳祐             | 八木正生             | EP                   | 7A-0094              |
| 1st                  | 1981年8月5日         | B                    | MIO-SUN                     | 桑田佳祐             | 桑田佳祐             | 八木正生             | EP                   | 7A-0094              |
| 2nd                  | 1982年4月21日        | A                    | 戯れてSUNSET                | 沢田研二             | 沢田研二             | 吉田建               | EP                   | 7A-0168              |
| 2nd                  | 1982年4月21日        | B                    | 幸福メニュー                | 東海林良             | 大野克夫             | チト河内             | EP                   | 7A-0168              |
| 3rd                  | 1982年7月21日        | A                    | ダンスはうまく踊れない      | 井上陽水             | 井上陽水             | チト河内             | EP                   | 7A-0205              |
| 3rd                  | 1982年7月21日        | B                    | 反抗-レジスタンス           | 東海林良             | 大野克夫             | チト河内             | EP                   | 7A-0205              |
| 4th                  | 1982年12月5日        | A                    | めまい                      | 小椋佳               | 小椋佳               | チト河内             | EP                   | 7A-0236              |
| 4th                  | 1982年12月5日        | B                    | 恋のささやき ナポリ         | いまなりあきよし     | いまなりあきよし     | チト河内             | EP                   | 7A-0236              |
| 5th                  | 1983年5月5日         | A                    | 生活美人                    | 原真弓               | 沢田研二             | チト河内             | EP                   | 7A-0281              |
| 5th                  | 1983年5月5日         | B                    | ロンリー デイズ ワンス モア | なかにし礼           | フランシス・レイ     | チト河内             | EP                   | 7A-0281              |
| 6th                  | 1983年10月5日        | A                    | ハート 〜降っても晴れても〜 | 甲斐祥弘             | 甲斐祥弘             | チト河内             | EP                   | 7A-0322              |
| 6th                  | 1983年10月5日        | B                    | 射程距離                    | 甲斐よしひろ         | 甲斐よしひろ         | 井上鑑               | EP                   | 7A-0322              |
| 7th                  | 1984年10月5日        | A                    | 踊り子のように              | 高見沢俊彦           | 高見沢俊彦           | チト河内             | EP                   | 7A-0427              |
| 7th                  | 1984年10月5日        | B                    | 冬のボサノバ                | 高橋研               | 高見沢俊彦           | チト河内             | EP                   | 7A-0427              |
| 8th                  | 1986年2月21日        | A                    | まわり燈籠                  | 高岡美智子           | 高岡美智子           | チト河内             | EP                   | 7A-0557              |
| 8th                  | 1986年2月21日        | B                    | 4月生まれのグッバイ         | 佐藤純子             | 木戸やすひろ         | チト河内             | EP                   | 7A-0557              |
| ポニーキャニオン     |                      |                      |                             |                      |                      |                      |                      |                      |
| 9th                  | 1988年10月21日       | A                    | カナリア                    | 井上陽水             | 井上陽水             | チト河内             | EP 8cmCD             | 7A-0909 S10A-0177    |
| 9th                  | 1988年10月21日       | B                    | ダンスはうまく踊れない      | 井上陽水             | 井上陽水             | チト河内             | EP 8cmCD             | 7A-0909 S10A-0177    |

### アルバム

#### オリジナルアルバム
| #                    | 発売日               | タイトル               | 規格                 | 規格品番             |
| キャニオン・レコード | キャニオン・レコード | キャニオン・レコード   | キャニオン・レコード | キャニオン・レコード |
| -------------------- | -------------------- | ---------------------- | -------------------- | -------------------- |
| 1st                  | 1982年6月21日        | ナーダ                 | LP                   | C28A-0221            |
| 2nd                  | 1983年3月            | 不失花 (うせざるはな)  | LP                   | C28A-0263            |
| 3rd                  | 1983年11月           | new-tant               | LP                   | C28A-0301            |
| 4th                  | 1986年4月21日        | ぴぃー・かぁー・ぶぅー | LP                   | C28A-0485            |
| 4th                  | 1986年4月21日        | ぴぃー・かぁー・ぶぅー | CD                   | D32A-0175            |
| ピュアハーツ         |                      |                        |                      |                      |
| 5th                  | 2019年12月1日        | 明日への約束           | CD                   | HMCCP-1013           |

#### ミニアルバム
| ＃                   | 発売日               | タイトル             | 規格                 | 規格品番             |
| キャニオン・レコード | キャニオン・レコード | キャニオン・レコード | キャニオン・レコード | キャニオン・レコード |
| -------------------- | -------------------- | -------------------- | -------------------- | -------------------- |
| 1st                  | 1983年8月            | TO SING AGAIN        | LP                   | C15A-0285            |

#### ベストアルバム
| ＃               | 発売日         | タイトル | 規格   | 規格品番  |
| ポニー           | ポニー         | ポニー | ポニー | ポニー    |
| ---------------- | -------------- | --- | ------ | --------- |
| 1st              | 1986年12月5日  | スーパーベスト 1. ダンスはうまく踊れない 2. まわり燈篭 3. ハート-降っても晴れても- 4. 踊り子のように 5. めまい 6. 雨の巴里 7. 恋に罰あたり 8. ぴぃー・かぁー・ぶぅー 9. ONLY YOU 10. 眉Natalia 11. 恋の女のストーリー 12. 生活美人 13. 乱れ髪 14. クレイジー・ボーイとレイジー・ガール 15. 不失花 16. MIO SUN | CD     | D32P-6027 |
| ポニーキャニオン |                | |        |           |
| 2nd              | 1988年12月14日 | BEST HITS 14 -Impression- 1. 恋の女のストーリー 2. NADA 3. ダンスはうまく踊れない 4. サン・トワ・マミー 5. めまい 6. 射程距離 7. 傷ついた小鳥―THE LITTLE BIRD― 8. 流星群 9. ONLY YOU 10. 眉Natalia 11. 不失花 （うせざるはな） 12. 生活美人 13. まわり燈籠 14. カナリア                                       | CD     | D32P-6312 |

### タイアップ曲
| 楽曲                        | タイアップ                                                   | 収録作品                                |
| --------------------------- | ------------------------------------------------------------ | --------------------------------------- |
| 恋の女のストーリー          | アミューズシネマ第一回作品『モーニングムーンは粗雑に』挿入歌 | シングル「恋の女のストーリー」          |
| ダンスはうまく踊れない      | TBS系『金曜ミステリー劇場』主題歌                            | シングル「ダンスはうまく踊れない」      |
| ダンスはうまく踊れない      | 映画『蕾のルチア』挿入歌                                     | シングル「ダンスはうまく踊れない」      |
| 生活美人                    | ニチイ キャンペーンソング                                    | シングル「生活美人」                    |
| ハート 〜降っても晴れても〜 | 日本テレビ系『みんな大好き!』主題歌                          | シングル「ハート 〜降っても晴れても〜」 |
| まわり燈籠                  | TBS系TVドラマ『遊びじゃないのよ、この恋は』主題歌            | シングル「まわり燈籠」                  |

## ラジオ
- レコパル音の仲間たち（エフエム東京）
- シャウエッセン Music Creek〜光の中へ〜（TOKYO FM）

## 写真集
- 1988.09 『熱翔』 スコラ 撮影：小沢忠恭
- 1990.03 『小悪魔』 ビックマン 撮影：藤井宏 ISBN 978-4894050174
- 1991.05 『蘭芳』 撮影：秋元孝雄
- 1999.07 『WATERY』 竹書房 撮影：高橋生建
- 2000.01 『天真爛漫』つがる出版 ISBN 978-4887230309